# XIe corps (armée de l'Union)
Le XIe corps (onzième corps d'armée) est un corps d'armée de l'armée de l'Union pendant la guerre de Sécession, surtout connu pour sa participation à la bataille de Chancellorsville et de Gettysburg en 1863.

## Formation et campagne de la vallée
Le XIe corps naît de la fusion de deux commandements séparés. Ce sont l'armée du département de la Montagne de John Fremont et la division d’immigrants allemands de Louis Blenker. Blenker a conduit une brigade allemande lors de la première bataille de Bull Run, même si elle a été tenue en réserve, et n'a pas participé à de grands combats, et par la suite est devenu un commandant de division dans la nouvelle armée du Potomac. Prévues de partir dans la péninsule de Virginie au printemps de 1862, les troupes de Blenker sont plutôt détachées et envoyées dans l'ouest pour rejoindre Fremont. Le commandement combiné subit un certain nombre de pertes infligées par Stonewall Jackson ce printemps là dans la vallée de la Shenandoah, et d'ici la fin du mois de juin souffre de graves pénuries de ravitaillement. Les soldats ne sont pas payés depuis des mois et les effectifs diminuent en raison de la maladie et de la désorganisation. Blenker lui-même est blessé lors d'une chute de cheval lors de la campagne de Virginie du Nord en août et meurt un an plus tard.
Le 26 juin 1862, le président Abraham Lincoln ordonne que « les troupes du département de la Montagne, jusqu'à présent sous le commandement du général John C. Frémont, doit constituer le premier corps d'armée, sous le commandement du général Frémont ». Le corps ainsi formé est, en grande partie, le même que celui qui est par la suite connu comme le XIe corps, et dans un court laps de temps, il est officiellement désigné comme tel. Cet ordre du président Lincoln est inclus dans celui qui porte création de l'armée de Virginie de John Pope, qui est formée à partir des trois commandement de Frémont, Nathaniel P. Banks, et Irvin McDowell. Les troupes de Frémont ont participé à des services considérables dans l'ouest de la Virginie (Virginie-Occidentale), après des combats durs lors de la campagne de la vallée contre Thomas J. « Stonewall » Jackson à McDowell et à Cross Keys.
Fremont refuse de servir sous les ordres de John Pope (qui est moins ancien) et démissionne. Le major général Franz Sigel prend donc le commandement du corps d'armée, le 29 juin. De nombreux soldats allemands ne peuvent parler anglais au-delà de « I fights mit Sigel » (« I'll fight with Sigel »), qui est leur cri de ralliement. Le président Lincoln choisit Sigel moins pour ses talents militaires que son influence politique importante sur ces électeurs. Sigel est au commandement lors de la seconde bataille de Bull Run, où le corps voit ses plus durs combats, perdant 295 tués, 1 361 blessés, et 431 disparus ; pour un total de 2 087. À ce moment, les trois divisions sont commandées par les généraux Robert C. Schenck, Adolph von Steinwehr, et Carl Schurz (tous avec des compétences germanophones) ; il y a également une brigade indépendante rattachée, sous le commandement de brigadier général Robert H. Milroy.
Avec les ordres généraux No 129, du 12 septembre 1862, la désignation du corps change pour le XIe corps d'armée, un changement nécessaire puisque le commandement de McDowell a repris son titre original de Ier corps. Au cours de la campagne du Maryland, et au cours de l'automne de 1862, le XIe corps reste dans le nord de la Virginie, en face de Washington, DC, occupant divers postes dans les environs de Centreville. En décembre, il marche sur Fredericksburg, mais n'est pas présent lors de la bataille, après quoi il prend ses quartiers d'hiver à Stafford, en Virginie.
Avec l’accession de Joseph Hooker au commandement de l'armée en février 1863, Franz Sigel est le deuxième plus ancien dans les rangs. Pour cette raison et parce que le XIe corps est le plus petit dans l'armée du Potomac, il pense qu'il mérite d'être élargi. Sa demande refusée, Sigel en colère, démissionne de son poste de commandement. Son remplaçant est le major général Oliver Otis Howard, qui s'est dernièrement plaint de ce qu'il méritait le commandement d'un corps depuis le général Daniel Sickles (moins ancien en grade) en a obtenu un.

## Chancellorsville et Gettysburg
Avec l’accession de Joseph Hooker au commandement de l'armée en février 1863, Franz Sigel est le deuxième plus ancien dans les rangs. Pour cette raison et parce que le XIe corps est le plus petit dans l'armée du Potomac, il pense qu'il mérite d'être élargi. Sa demande refusée, Sigel en colère, démissionne de son poste de commandement. Son remplaçant est le major général Oliver Otis Howard, qui s'est dernièrement plaint de ce qu'il méritait le commandement d'un corps depuis le général Daniel Sickles (moins ancien en grade) en a obtenu un.
Le général Howard commande le corps à Chancellorsville, 1er-3 mai 1863, au moment où il compte 12 169 hommes, et est composé des divisions des généraux Charles Devens, von Steinwehr, et Schurz. Il contient 27 régiments d'infanterie, dont 13 sont des régiments allemands. Les hommes du XIe corps sont de bons soldats, pour la plupart des troupes éprouvées et de vétérans, mais leur commandement les déçoit. Le 1er mai, Robert E. Lee et son subordonné, "Stonewall" Jackson, viennent avec un plan d'attaque risqué, mais audacieux. Ils divisent leur 40 000 hommes à Chancellorsville, Jackson prenant son deuxième corps de 28 000 hommes et contournant le flanc droit de l'Union pour l'attaquer. Le 2 mai, Jackson exécute parfaitement sa marche furtive de flanquement, dont la cible est le malchanceux XIe corps. Le flanc droit de la ligne de l'Union n'est pas ancrée à un quelconque obstacle, comme une rivière ou une montagne ; le flanc est « en l'air ». Bien que le général Howard ait été averti du mouvement confédéré en travers son front, il ne prend aucune mesure pour préparer son commandement contre l'attaque de Jackson ; il y a seulement deux pièces d'artillerie non maniées pointées vers la Wilderness. Lorsque le corps de Jackson frappe à environ 18 heures, le XIe corps est totalement pris au dépourvu, beaucoup d'hommes étant en train de souper. L'attaque est un succès complet et le point culminant de la carrière militaire de Jackson, mais c'est une véritable catastrophe pour le XIe corps. Certaines brigades sont en mesure de modifier le front pour répondre à l'attaque, et font un résistance valeureuse pendant plus d'une heure, retardant sérieusement l'apparition de l'ennemi, après quoi elles se retirent lentement et en bon ordre. Les pertes pour le corps à Chancellorsville sont 217 tués, à 1 218 blessés, et 972 capturés ou disparus ; pour un total de 2 407.
À Gettysburg , le corps est encore sous le commandement de Howard ; les divisions sont sous les généraux Francis C. Barlow, Steinwehr, et Schurz, et contient 26 régiments d'infanterie et 5 batteries d'artillerie. Les hommes du corps entrent dans cette bataille avec l'attente et l'espoir qu'ils puissent restaurer leur réputation entachée à Chancellorsville. Ils arrivent en provenance du sud de la ville à la mi-journée, le 1er juillet 1863, avertis que le Ier corps est déjà fortement engagé à l'ouest de la ville. Le général Howard déploie une division (von Steinwehr) sur les hauteurs de Cimetery Hill, en tant que réserve, et les deux autres divisions au nord de la ville. Howard commande brièvement l'ensemble de la bataille jusqu'à l'arrivée de Winfield S. Hancock.
Le deuxième corps confédéré sous les ordres de Richard S. Ewell arrive par le nord avec un assaut dévastateur. La division de Barlow est déployée sur la droite et il a bêtement déplacé sa force sur une petite colline (qui est maintenant connue comme la Barlow's Knoll), réalisant un saillant dans la ligne qui peut être attaqué à partir de plusieurs directions. La division de Jubal A. Early profite de cette situation et la division de Barlow chancèle vers arrière. Barlow lui-même est blessé et capturé. L'effondrement du corps sur le flanc droit a un effet domino sur sa gauche et sur la division du Ier corps d'armée sur sa gauche, entraînant un recul général des forces de l'Union à travers la ville de Gettysburg vers la sécurité de Cemetery Hill, perdant de nombreux capturés sur le chemin. Le deuxième jour, le XIe corps participe à la défense valeureuse et réussie à l'Est de Cimetery Hill face à une deuxième attaque d'Early. À la veille de la bataille de Gettysburg, le corps comptait 10 576 officiers et hommes pour le service ; ses pertes dans cette bataille sont de 368 tués, 1 922 blessés, et 1 511 capturés ou disparus ; pour un total de 3 801 sur moins de 9 000 hommes engagés.

## Tennessee
Retournant en Virginie après Gettysburg, le 7 août, la première division (d'Alexander Schimmelfennig et, plus tard de George Henry Gordon) est détachée en permanence, ayant reçu l'ordre de partir pour Charleston Harbor. Le 24 septembre, les deuxième et troisième divisions (de Steinwehr et de Schurz) sont envoyées dans le Tennessee, en collaboration avec le XIIe corps sous le commandement de l’ex-commandant de l'armée du Potomac Joseph Hooker. Ces deux corps d'armée, comptant plus de 20 000 hommes, sont transportés en moins d'une semaine, sur plus de 1 900 kilomètres (1 181 mi)), et sont placés sur les rives de la rivière Tennessee, à Bridgeport, sans un accident ou retard.
Au cours du mois suivant, le 29 octobre, les deux divisions d'Howard reçoivent l'ordre de soutenir le XIIe corps, dans la nuit à la bataille de Wauhatchie, ouvrant les lignes de ravitaillement vers la ville assiégée de Chattanooga. En y arrivant, la brigade du colonel d'Orland Smith de la division de von Steinwehr charge au sommet d'une colline escarpée face à l'ennemi, recevant des tirs sans riposter, et repousse les vétérans de James Longstreet hors de leurs retranchements, à l'aide uniquement des baïonnettes. Certains régiments, dans cette affaire, subissent des pertes sévères, mais leur extraordinaire bravoure leur valent des expressions extravagantes de louange de divers généraux de haut rang, dont le général Ulysses S. Grant. Une partie du XIe corps est aussi engagée activement à Missionary Ridge, où il collabore avec les forces de William T. Sherman sur la gauche. Après cette bataille, il part dans l'Est du Tennessee pour soulager Knoxville, une campagne dont les difficultés et les privations dépassent tout ce qu'a expérimenté auparavant le commandement.
En avril 1864, les deux divisions du XIe corps sont démantelées et transférées au XX corps nouvellement formé qui est placé sous le commandement de Hooker. Le général Howard est transféré au commandement du IVe corps et est promu au commandement de l'armée du Tennessee lorsque James B. McPherson est tué à la bataille d'Atlanta. Hooker est exaspéré par la promotion de Howard (parce qu'il pense qu'il la mérite pour lui-même et qu'il n'a jamais pardonné Howard pour ce qui est arrivé à Chancellorsville) et démissionne en signe de protestation. Hooker est remplacé par Henry Slocum.

## L'historique des commandements
| Franz Sigel          | 12 septembre 1862 - 10 janvier 1863 |
| Julius Stahel        | 10 - 19 janvier 1863                |
| Carl Schurz          | 19 janvier - 5 février 1863         |
| Franz Sigel          | 5 - 22 février 1863                 |
| Adolph von Steinwehr | 22 février - 5 mars 1863            |
| Carl Schurz          | 5 mars - 2 avril 1863               |
| Oliver Otis Howard   | 2 avril - 1er juillet 1863          |
| Carl Schurz          | 1er juillet 1863                    |
| Oliver O. Howard     | 1er juillet - 25 septembre 1863     |
| * Oliver O. Howard   | 25 septembre 1863 - 21 janvier 1864 |
| * Carl Schurz        | 21 janvier - 25 février 1864        |
| * Oliver O. Howard   | 25 février - 10 avril 1864          |

 * Corps affecté à l'armée du Cumberland ; autres entrées affectées à l'armée du Potomac